# ルイス・オタヴィオ・ダ・シウヴァ・サントス
ルイス・オタヴィオ（Luiz Otávio）ことルイス・オタヴィオ・ダ・シウヴァ・サントス（ポルトガル語: Luiz Otávio da Silva Santos、1992年10月9日 - ）は、ブラジルのサッカー選手。ポジションはDF。

## クラブ歴
フルミネンセFCの下部組織でサッカーを始めたが3ヶ月で放出された。2010年、17歳でフェロヴィアーリオ-CEに加入したが試合に出る事は無かった。その後、サンクリストヴァンFRを経てバングーACに加入、ここで2012年9月22日のコパ・リオでフォワードとして選手初出場。
その後は本職のセンターバックに戻り2013年にボンスセッソFCに期限付き移籍した。
2015年2月12日に裁判に縺れ込んでバングーを退団すると、カンピオナート・ブラジレイロ・セリエB所属のルヴェルデンセECに加入。7月11日にカンピオナート・ブラジレイロ・セリエB初出場。10月24日に初得点。翌年までレギュラーとして活躍した。
2017年1月5日に1年の期限付き移籍でアソシアソン・シャペコエンセ・ジ・フチボウに加入した。4月4日のレコパ・スダメリカーナ2017第1試合では決勝点をあげた。翌年完全移籍でシャペコエンセに移籍。

## タイトル
ルヴェルデンセ
- カンピオナート・マトグロッセンセ: 2016

シャペコエンセ
- カンピオナート・カタリネンセ: 2017, 2020
- カンピオナート・ブラジレイロ・セリエB: 2020